# Louis-Victor Sicotte
Pour les articles homonymes, voir Sicotte.
Louis-Victor Sicotte, né le 6 novembre 1812 à Boucherville et mort le 5 septembre 1889 à Saint-Hyacinthe, est un avocat et homme politique canadien. Il est Vice-Premier ministre du Canada-Uni de 1862 à 1863.

## Biographie

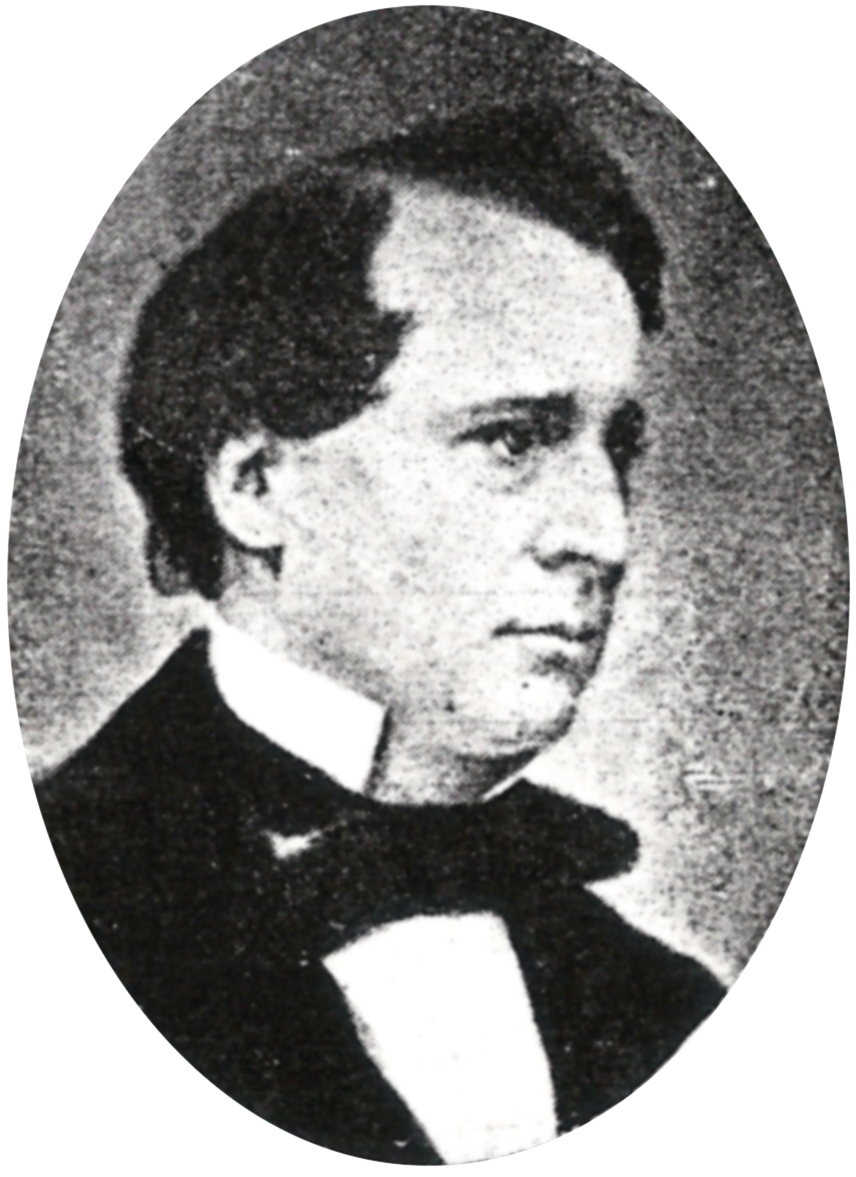
Louis Victor Sicotte, photographie non datée.

Il est né Louis Cicot à Boucherville, Bas-Canada en 1812. Il a étudié le droit et fut admis au barreau en 1839. Il aide à fonder l'aide-toi, le Ciel t'aidera (Dieu aide ceux qui s'aident eux-mêmes) la société, qui est créditée de l'introduction de la célébration du Fête nationale du Québec pour les Canadiens, et a également été son secrétaire-trésorier. Il soutient les Patriotes mais apparemment n'a pas pris part à la Rébellion de 1837. Il croyait que la rébellion conduirait seulement à une union imposée avec Haut-Canada, ce qui s'est ensuite avéré.
En 1838, il mit en place sa pratique d'avocat à Saint-Hyacinthe. En 1851, il fut élu à l'Assemblée législative représentant Saint-Hyacinthe. Il fit partie du gouvernement Hincks-Morin pendant une courte période en août 1853. Il fut réélu en 1854, puis élu orateur de l'Assemblée. La même année, il fut nommé conseiller de la Reine. En novembre 1857, il fut choisi comme Commissaire des terres de la Couronne, servant jusqu'au 1er août 1858. Il est réélu en 1858 et devient Commissaire des travaux publics dans le gouvernement Cartier-Macdonald de 1858 à 10 janvier 1859. Il a été Vice-Premier ministre de la Province du Canada avec John Sandfield Macdonald du 24 mai 1862 au 15 mai 1863. Il a refusé un poste au cabinet dans le gouvernement Macdonald-Dorion qui ont suivi, et après sa réélection en 1863, a présenté une motion de non-confiance, qui a été rejetée par une faible marge. En septembre 1863, il a accepté une nomination comme juge de la Cour supérieure du district de Saint-Hyacinthe, servant jusqu'en 1887.
Il mourut à Saint-Hyacinthe en 1889. Le canton de Sicotte, situé dans l'Outaouais, a été nommé en son honneur (puis renommé Grand-Remous en 1973).

## Hommages
La rue Sicotte a été nommée en son honneur, en 1972, dans la ville de Québec.